# Філідор колумбійський
Філідо́р колумбійський (Clibanornis rufipectus) — вид горобцеподібних птахів родини горнерових (Furnariidae). Ендемік Колумбії. Раніше вважався підвидом іржастого філідора-лісовика, однак був визнаний окремим видом.

## Опис
Довжина птаха становить 17-20 см. Тім'я, потилиця, спина і верхні покривні пера крил рудувато-коричневі. Скроні поцятковані коричневими плямками. горло рудувато-охристе, нижня частина тіла рудувато-коричнева, хвіст каштановий. Навколо очей вузькі світлі кільця. Лапи сіруваті, дзьоб світло-сірий.

## Поширення і екологія
Колумбійські філідори мешкають на північних і північно-західних схилах гірського масиву Сьєрра-Невада-де-Санта-Марта на півночі Колумбії. Вони живуть у вологих гірських тропічних лісах та на кавових плантаціях. Зустрічаються переважно на висоті від 600 до 1875 м над рівнем моря, переважно на висоті від 1000 до 1600 м над рівнем моря. Живляться безхребетними і дрібними хребетними, яких шукають в лісовій підстилці. Гніздяться в норах.

## Збереження
МСОП класифікує цей вид як вразливий. За оціками дослідників, популяція колумбійських філідорів становить від 9300 до 13100 птахів. Їм загрожує знищення природного середовища.